# Peter Olsson (kierowca wyścigowy)
Peter Olsson (ur. 17 lipca 1971 roku) – szwedzki kierowca wyścigowy.

## Kariera
Olsson rozpoczął karierę w wyścigach samochodowych w 1990 roku od startów w Formule Opel Lotus Euroseries, gdzie jednak nie był klasyfikowany. W późniejszych latach pojawiał się także w stawce Brytyjskiej Formuły 3000, Brytyjskiej Formuły 2 oraz Formuły 3000.
W Formule 3000 Szwed startował w latach 1995-1996. W pierwszym sezonie startów w żadnym z czterech wyścigów, w których wystartował, nie zdobył punktów. Został sklasyfikowany na 25 miejscu w końcowej klasyfikacji kierowców. Rok później żadnego z wyścigów nie ukończył.